# Saint-Germain-sur-Eaulne
Saint-Germain-sur-Eaulne is een gemeente in het Franse departement Seine-Maritime (regio Normandië) en telt 235 inwoners (1999). De plaats maakt deel uit van het arrondissement Dieppe.

## Geografie
De oppervlakte van Saint-Germain-sur-Eaulne bedraagt 8,9 km², de bevolkingsdichtheid is 26,4 inwoners per km².
De onderstaande kaart toont de ligging van Saint-Germain-sur-Eaulne met de belangrijkste infrastructuur en aangrenzende gemeenten.

## Demografie
Onderstaande figuur toont het verloop van het inwonertal (bron: INSEE-tellingen).